# Efecte Mozart
Es denomina "efecte Mozart" a la sèrie de suposats beneficis que produeix el fet d'escoltar la música composta per Wolfgang Amadeus Mozart. Aquest efecte «continua sent objecte de recerca, sense cap pronunciació ferma o definitiva que reivindiqui o rebutgi la teoria en qüestió». No significa que aquest efecte afecti en la forma de veure la perspectiva de la música.

## El llibre que va donar origen al terme
El 1991, l'otorrinolaringòleg i investigador Alfred A. Tomatis va publicar el llibre Pourquoi Mozart basat en el seu Mètode Tomatis, i en el qual feia servir música durant les sessions de teràpia amb els seus pacients, afirmant que la música de Mozart ajudava en el procés i que podia guarir casos de depressió. El seu mètode, desenvolupat a mitjan segle xx, pretenia estimular l'oïda i el sistema nerviós per integrar aspectes sobre el desenvolupament i comportament humà.

## L'estudi que va investigar l'efecte
El 1993, la psicòloga Francesa Rauscher et al. de la Universitat de Califòrnia van descriure en un article, «Music and Spatial Task Performance», publicat en la revista Nature, que l'exposició de 36 estudiants durant 10 minuts a la sonata per a dos pianos en re major KV 448/375a (al catàleg Köchel) tenia efectes positius en les proves de raonament espai temporal. Aquest efecte durava uns 10 minuts.
L'estudi es va realitzar sobre tres grups de 36 alumnes d'institut en cada grup. Mentre un grup escoltava a l'obra citada, un segon grup escoltava a instruccions de relaxació dissenyades per reduir la pressió arterial. Un tercer grup va romandre en silenci. Al cap de deu minuts, van haver de completar una sèrie de tasques, incloent-hi proves de raonament segons Stanford-Binet i proves de doblegar i tallar paper. Els investigadors van trobar que els alumnes que havien escoltat a Mozart van obtenir puntuacions més altes que els alumnes dels altres grups.

## Impacte cultural i al mercat
Poc després, un article en The New York Times va afirmar que els «investigadors [Rauscher i Shaw] havien determinat que escoltar a Mozart realment et fa més llest». Entre les diferents iniciatives posteriors basades en la recerca sobre l'efecte Mozart, tant la indústria musical com algunes escoles privades ho va utilitzar com una eina de màrqueting, i el 1998 el governador de Geòrgia va regalar un casette o un CD de música clàssica a cada mare primerenca que donés a llum en l'estat. El mateix succeeix a Dakota del Sud, Texas, i Tennessee. Un altre regal semblant, a totes les mares, fa l'Acadèmia Nacional Americana de les Arts i Ciències. I una recent llei de Florida obliga que tots els nens amb edats inferiors a cinc anys escoltin en els seus col·legis 30 minuts diaris de música clàssica. Un dels investigadors del projecte original va comentar: «No crec que faci mal. Jo dono suport a que els nens siguin exposats a experiències culturals meravelloses. Però crec que els diners podria ser millor invertit als programes d'educació musical».
Frances Rauscher, la investigadora i professora de psicologia de la Universitat de Wisconsin-Oshkosh, que va realitzar el primer estudi experimental el 1993 es mostra molesta amb el grau d'explotació comercial de l'efecte Mozart i l'orientació lucrativa que se li va donar a les seves recerques. En totes les seves conferències deixa clar que no existeix evidència científica que en escoltar algun tipus de música s'incrementi la intel·ligència.
De fet, una recerca realitzada en 2010 pels científics Jacob Pietschnig, Voracek Martin i Anton K. Formen de l'Institut de Recerca Bàsica Psicològica de la Universitat de Viena, i publicada en la prestigiosa revista Intelligence, revela que les sonates de Mozart són agradables per a l'oïda, però la creença que potencia la intel·ligència dels nens és falsa.
L'anàlisi estadística de tota la literatura de recerca disponible de 39 estudis amb més de 3000 voluntaris en aquesta matèria no va trobar canvis significatius en les seves habilitats cognitives. Aquest estudi mostra que el sol fet d'escoltar música de Mozart no permet observar millores en les facultats dels subjectes de la recerca. Així van mostrar que l'efecte Mozart en la intel·ligència no és més que una de les moltes "llegendes urbanes" de la psicologia popular: "Recomano a tots que escoltin música de Mozart, però no es pot satisfer l'expectativa que d'aquesta manera s'aconsegueixi un augment de la capacitat cognitiva", va explicar Jakob Pietschnig, un dels autors de l'estudi.
Si bé la música harmònica, melòdica i rítmica de diversos compositors realitzen gairebé el mateix treball que Mozart, aquest autor és especial, explica Tomatis en el seu llibre Per què Mozart, ja que els ritmes i freqüències que usa “donen una sensació de llibertat i rectitud que ens permet respirar, pensar i reflexionar amb facilitat”, acreix el nostre potencial creatiu d'una manera més natural, ens regala una “sensació de seguretat permanent”... El miracle de Mozart és “Col·locar a l'ésser humà a l'uníson amb l'harmonia universal”.

## Estudis científics sobre l'efecte Mozart
En 2001, la revista Journal of The Royal Society of Medicine va publicar una recapitulació respecte a l'efecte Mozart realitzat pel Dr. J. S. Jenkins, on afirma que efecte Mozart existeix, però cal delimitar-ho i estudiar-ho amb més profunditat. Entre les seves conclusions, afirma que quan hi ha una millora en els rendiments, aquesta és petita i l'efecte no va més enllà d'uns 12 minuts. Tampoc afecta la intel·ligència en general. No obstant això, afirma que hi ha efectes beneficiosos en persones amb epilèpsia, però que els resultats no són específics a les composicions de Mozart i que no existeixen criteris musicals definits.
En 2003, la revista Nature va publicar una recerca de la Universitat de Califòrnia que reforçava la idea concloent que solament deu minuts d'una sonata per a piano de Mozart bastaven per millorar el nostre raonament espacial.
En 2007 un informe publicat pel ministeri alemany de recerca, del que es va fer ressò Nature, i una anàlisi possiblement de tota la literatura científica relacionada amb música i intel·ligència, conclou que «escoltar passivament la música de Mozart —o qualsevol altre tipus de música del grat d'un— no fa a una persona més intel·ligent. Però altres estudis haurien de ser realitzats per comprovar si l'audició de música podria incrementar a llarg termini el coeficient intel·lectual d'un nen...».
Al maig de 2010 un equip de científics de la Universitat de Viena va comprovar la influència de la música de Mozart en 3000 persones, i els resultats no van registrar cap increment en la intel·ligència dels subjectes que havien estat sotmesos a l'experiment.
En 2013, el biòleg Nicholas Spitzer de la Universitat de Califòrnia va qüestionar l'existència de l'efecte Mozart a partir de les seves interpretacions d'un estudi que va dir que no es mostrava cap efecte en l'activitat o capacitat cerebral per escoltar música de Mozart.

### Efectes en els episodis epilèptics
En un estudi sobre l'efecte Mozart en l'activitat epileptiforme, publicat el 1998, Hughes et al. van mostrar amb l'electroencefalografia (EEG) que va haver-hi una disminució significativa en 23 de 29 pacients d'aquesta activitat amb la sonata KV 448/375a.
En un altre estudi sobre els episodis epilèptics, se li va fer que escoltés la sonata KV 448/375a de Mozart durant 10 minuts cada hora a una nena de vuit anys que sofria episodis epilèptics, concretament de la síndrome de Lennox-Gastaut, durant el temps diari que estava desperta. El nombre d'episodis es va reduir des de nou episodis en les primeres quatre hores a un episodi en les quatre hores següents. Així mateix, la durada dels episodis es va reduir de 317 segons a 178. L'endemà, solament va tenir dos episodis en 7 hores i mitja.